# Irrésistible (film)
Pour les articles homonymes, voir Irrésistible.
Pour plus de détails, voir Fiche technique et Distribution.
Irrésistible (Inescapable) est un film américain réalisé par Helen Lesnick, sorti en 2003. 
C'est un film sur le désir et l'infidélité. Après A Family Affair sorti en 2001, c'est le deuxième long métrage d'Helen Lesnick.

## Synopsis
Deux femmes, qui étaient en couple mais qui sont maintenant simplement amies, partent ensemble pour un séminaire. 
Leurs petites amies actuelles, laissées à elles-mêmes, tombent sous le charme l'une de l'autre et commencent une relation torride... désespérée.

## Fiche technique
- Titre original : Inescapable
- Titre français : Irrésistible
- Réalisation : Helen Lesnick
- Scénario : Helen Lesnick
- Montage :
- Musique : Kelly Neill (créditée comme Minga)
- Production : Valerie Pichney
- Sociétés de production : Atta Girl Productions
- Sociétés de distribution :
- Pays d'origine :
- Langue originale : anglais américain
- Lieux de tournage :
- Format : couleur
- Genre : Comédie dramatique, romance saphique
- Durée : 82 minutes (1 h 22)
- Dates de sortie :
  - États-Unis : 2003
  - France :
    - 29 octobre 2004 au Festival international du film lesbien et féministe de Paris
    - 15 avril 2005 au festival Vues d'en face à Grenoble

## Distribution
- Natalie Anderson : Jessie
- Athena Demos : Chloe
- Tanna Frederick : Susan
- Katie Grant : Beth